# Voi sa mạc

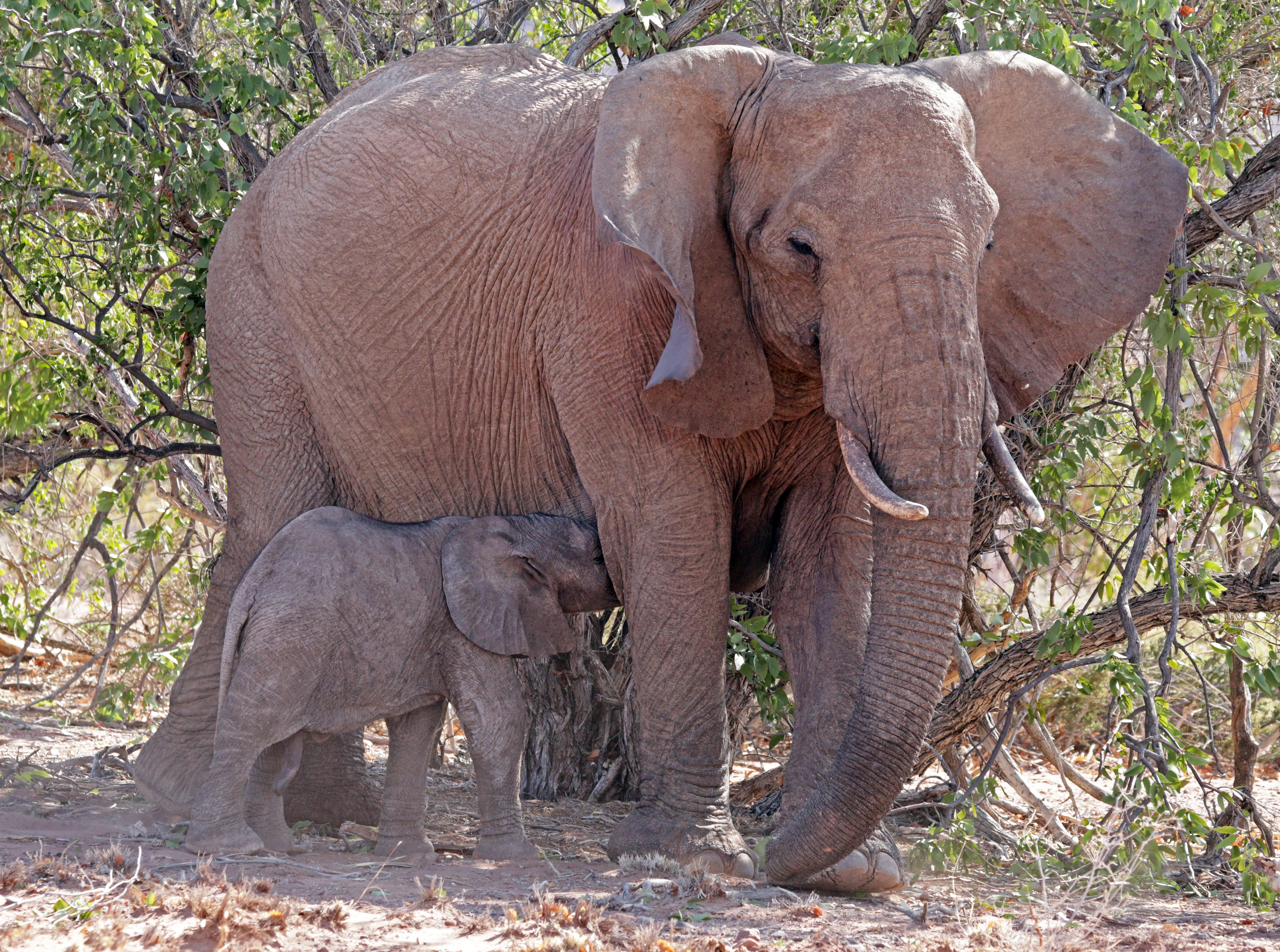
Một con voi sa mạc mẹ đang cho con bú

Voi sa mạc là những con voi sinh sống tại các vùng sa mạc, chúng không phải là một loài riêng biệt của voi châu Phi, nhưng những con voi đồng cỏ châu Phi (Loxodonta africana) đã chọn cho mình môi trường sinh sống trong sa mạc khô cằn và điều này dẫn đến chúng có một số đặc điểm, khả năng riêng biệt để thích nghi với môi trường sống. Trong một thời gian dài, người ta tin rằng nó là một phân loài của loài voi đồng cỏ châu Phi nhưng điều này không còn được cho là phù hợp.
Voi sa mạc ở đã từng phổ biến hơn ở châu Phi trong lịch sử so với hiện nay và hiện đang chúng chỉ có ở Namibia và Mali. Chúng có xu hướng di chuyển từ một hố nước này đến hồ nước khác tuyến đường truyền thống của chúng và sau đó phụ thuộc vào sự sẵn có của các loại thực phẩm theo mùa và nguồn nước. Họ phải đối mặt với áp lực từ săn bắn và những thay đổi trong việc lấn chiếm, sử dụng đất của con người.

## Hành vi
Những con voi sa mạc đã được phát triển theo hướng thích nghi nhất định cho cuộc sống sa mạc và cấu tạo cơ thể của chúng có xu hướng có bàn chân tương đối rộng hơn, chân dài hơn và các cơ quan nhỏ hơn voi bụi rậm châu Phi khác. Chúng là động vật ăn cỏ và chế độ ăn uống của chúng thay đổi theo thời gian trong năm. Vào mùa mưa, chúng thích bứt ăn nụ và lá xanh tươi nhưng trong mùa khô chúng phải tồn tại với các cây chịu hạn như camelthorn (keo erioloba), bụi cây nhựa thơm, các mopane hoặc cây nhựa thông (Colophospermum mopane) cũng như lá và quả, hạt khô của cây ana (Faidherbia albida). Voi đực trưởng thành có thể ăn khoảng 250 kg (550 lb) thức ăn trong một ngày và uống khoảng 160 lít (35 imp gal; 42 US gal), nhưng chúng có thể đi mà không có nước đến ba ngày tại một thời điểm. Chúng sử dụng nước, bùn hoặc bụi cho tắm hoặc phủ bùn đầy da của chúng.

## Namibia
Khu vực Kunene ở phía tây của Namibia là một khu vực sa mạc, chủ yếu là cát, núi đá và vùng đồng bằng sỏi đá, trong đó diện tích này bao gồm khoảng 115.154 km vuông (44.461 sq mi). Những con voi có truyền thống sống ở khu vực này và trong những năm đầu của thế kỷ 20 đã có khoảng 3.000 cá thể sinh sống trong khu vực Kunene.
Đến năm 1980 thì số lượng của chúng đã giảm bớt rất nhiều, tuy nhiên kể từ đó, các biện pháp bảo tồn đã được đưa ra vào năm 2013 và số lượng voi đã tăng lên khoảng 600 cá thể. Trong giai đoạn năm 1995-1996, ở Namibia có mưa nhiều và voi mở rộng phạm vi của chúng về phía nam đến sông Ugab.
Trong khu vực sông Hoanib voi đực có ngà nhưng chỉ khoảng một phần ba con voi cái có ngà. Con voi sa mạc trưởng thành thường đơn độc và đi lang thang trên diện rộng. Một cá thể được ghi nhận là đi lang thang giữa các Vườn quốc gia Skeleton Coast và Công viên quốc gia Etosha trong một vài tháng. Những con đực khác đã thỉnh thoảng di chuyển vào khu vực từ khu vực tươi tốt hơn về phía đông. Các nhóm gia đình trong đó hầu hết voi sa mạc di chuyển thành từng nhóm nhỏ và thường bao gồm một con voi cái và con của mình hoặc hai chị em gái và phụ thuộc số con của chúng. Chúng có xu hướng ở gần các con sông phù sa, nơi có sẵn một lượng dự trữ lớn hơn của thực phẩm.
Một số nhóm cư dân trong thung lũng sông Hoarusib và một nhóm ở lại vĩnh viễn gần sông Hoanib trong khi các nhóm khác di chuyển giữa hai nơi với khoảng cách khoảng 70 km (43 dặm). Chúng thường di chuyển trong một đêm duy nhất, khi nhiệt độ lạnh hơn ban ngày. Vào những thời điểm nhất định trong năm, chúng di chuyển vào nội địa theo những con đường truyền thống để thu hẹp khu vực núi tìm bụi cây nhựa thơm (Commiphora spp.) dường như là một loại thực phẩm yêu thích của chúng.

## Mali
Những nghệ thuật vẽ hình đá có niên đại từ thời kỳ đồ đá mới trên khắp sa mạc Sahara cho thấy con voi này tại thời điểm đó phổ biến rộng rãi trên nhiều Bắc Phi. Ngày nay chúng bị hạn chế về số lượng. Gourma, một khu vực hẻo lánh ở phía nam của Mali được bao quanh bởi con sông Niger gần Timbuktu. Những con voi là tàn dư của một số nhóm trong đó sinh sống khu vực rộng lớn của Sahel và gần đây nhất là năm 1970, trước khi chúng bị bắn hạ số lượng lớn bởi những kẻ săn trộm.
Chúng thường có hành trình lên đến một ba trăm dặm hành trình di cư mỗi năm, di chuyển lên đến 35 dặm một ngày. Voi theo một lộ trình ngược mà sẽ đưa chúng qua những hố nước tạm thời và vĩnh viễn. Chúng vẫn còn trong phần phía bắc của phạm vi của chúng cho đến khi những cơn mưa đến vào tháng Sáu. Sau đó chúng đi về phía nam, di chuyển một thời gian ngắn vào miền bắc Burkina Faso trước khi chuyển về phía bắc một lần nữa. Chúng là khó nắm bắt và có xu hướng tiết ra mồ hôi giữa các cây keo trong ngày để uống và thức ăn vào ban đêm.
Các Quỹ WILD Foundation và Quỹ Bảo tồn loài voi là tổ chức từ thiện có chức năng bảo tồn đã làm việc với Chính phủ Mali để bảo tồn những con voi. Một số động vật được trang bị với vòng cổ gắn định vị GPS để theo dõi chuyển động của chúng và xác định hành lang di chuyển, thông qua đó chúng cần phải đi qua để hoàn thành cuộc hành trình của chúng, vì vậy mà các tuyến đường của chúng có thể tránh được khi con người thành lập các khu định cư mới.
Những người dân du mục Touareg, người sống trong này khu vực có đàn gia súc của họ đã được khoan dung với con voi. Họ nói rằng những con voi ăn những tán lá trên cùng của một cái cây, lạc đà ăn hai bên và dê sẽ gặm phần gốc. Họ biết khi các con voi sẽ đi qua làng của họ, quý khách đến thăm ao họ cũng sử dụng để tưới vườn của họ. Ngày nay, những người đang sống cuộc sống ổn định hơn và xây dựng những túp lều, chăm sóc vườn, trồng vườn cây ăn trái và trồng cỏ thức ăn gia súc tại mép nước của ao. Điều này có nghĩa là có sự cạnh tranh hơn giữa voi và người.
Một sáng kiến địa phương được thành lập vào năm 1997, "Les Amis des Elephants" nhằm mục đích thông báo cho dân làng khi những con voi được dự kiến sẽ đến trong khu vực của họ. Nó cũng khuyến khích họ hành động như hướng dẫn và tạo ra thu nhập từ du lịch sinh thái.
Trong một đợt hạn hán kéo dài vào năm 1983, Chính phủ Mali đã hỗ trợ cho những con voi bằng việc cung cấp nước cho chúng bằng xe tải. Những cơn mưa lại thiếu vắng trong năm 2008 và một năm sau khi con voi trưởng thành được đào xuống vùng nước sâu bên dưới bề mặt nhưng các con voi trẻ không thể tìm thấy nước và đã chết. Các tổ chức từ thiện đã làm những gì họ có thể nhưng tình trạng suy yếu của các loài động vật đã làm cho họ khó khăn để giúp bảo tồn chúng.